# 好塩基球増多
好塩基球増多（Basophilia）とは、静脈血中の好塩基球数が200個/μLを超える状態の事を指す。 
好塩基球は骨髄性細胞の中で最も数が少ない細胞であり、他の血液成分に変化がなく、好塩基球の数が異常に多いことは稀である。むしろ好塩基球増多症は、好酸球増多症など、他の白血球疾患と合併することが多い。好塩基球は、細胞内の顆粒が青色を呈しており、顆粒球であることを示すとともに、核が分断されていることから容易に識別出来る。

## 成因
好塩基球増加には多くの原因が考えられるが、通常、顕微鏡下の所見として認められるだけでは、特定の疾患を示す充分な証拠とはならない。しかし、好中球数の異常等、他の所見と相俟って、さらなる検査の必要性を示唆する事がある。例えば、好塩基球に加えて、左方移動した好中球が認められた場合、慢性骨髄性白血病（CML）等の骨髄増殖性新生物の可能性がある。さらに、循環血中に多数の芽球が認められる場合の好塩基球の増加は、急性骨髄性白血病（AML）の可能性を示唆している。また、真性多血症（PV）、骨髄線維症、血小板血症、または稀に固形腫瘍等の基礎疾患に伴って好塩基球数が増加している場合もある。これらの新生物以外の原因としては、アレルギー反応や結核、インフルエンザ、炎症性腸疾患、炎症性自己免疫疾患等の慢性炎症が挙げられる。更に、慢性溶血性貧血や天然痘等の感染症でも好塩基球が増加する。また、特定の薬物の使用や食物の摂取も好塩基球症の症状と関連している事がある。甲状腺機能低下症でも、好塩基球増多が見られる場合がある。

## 診断
好塩基球増多は、全血球算定（CBC）によって検出出来る。好塩基球増加は、様々な原因により、様々な臨床症状を呈する為、その根本的な原因の特定に、骨髄生検、遺伝子変異の検査、または脾臓肥大の超音波検査等が必要となる。好塩基球数の増加や、顆粒球の前駆体の数が著しく多い事を確認する為に、骨髄生検を行う場合もある。脾臓肥大が検出された場合は、骨髄増殖症候群が疑われる。発熱、倦怠感、ヒスタミンの放出による掻痒、疲労感、右上腹部痛等、本質的に関連する症状が患者に見られる事がある。真性多血症等の幾つかの疾患では、肢端紅痛症（掌や足裏の灼熱感）や血小板増多と同時に好塩基球増多が見られる。このような重篤な症状では、緊急の治療を必要とする場合がある。好塩基球増多および前述の症状に加えて、1500個/μLを超える好酸球増多症が同時に見られる場合は、好酸球増多症候群が考えられる。基礎的なアレルギー反応や有害な感受性がある場合には、皮膚の発疹が見られる事がある。
症状の評価後、細胞数を測定するために末梢血塗抹標本を検査する。骨髄系新生物と思われる場合には、細胞遺伝学的分析を用いて骨髄生検を行う。この種の検査では、白血球の種類毎に染色体の核型を利用し、腫瘍性プロセスの診断を裏付ける可能性のある従来の核型の何れかに有意な異常がないかを確認する。好塩基球はそれだけでは、原因となる疾患以外の合併症を引き起こす事はあまりない。好塩基球が脱顆粒して組織の損傷を引き起こす事があるが、早期発見と介入により回避出来る。

## 治療
好塩基球増多は主に二次的な病態である為、原因となる疾患や障害に対する治療を実施する。どのような治療が適切であるかは、原因となる疾患によって異なる。特に、アレルギー反応や慢性的な炎症を伴う場合には、身体の器官系に回復不能なダメージを与える事を避ける為に、根本的な原因を治療する事が重要である。